# Bruno Barbey
Pour les articles homonymes, voir Barbey (homonymie).
Bruno Barbey, né le 13 février 1941 à Berrechid au Maroc sous protectorat français et mort le 9 novembre 2020 à Orbais-l'Abbaye, est un journaliste professionnel et reporter photographe franco-suisse.
Il est membre de l’agence Magnum de 1966 à 2020 et membre de l’Académie des beaux-arts de 2016 à 2020.

## Biographie
Bruno Barbey passe son enfance au Maroc où il est né à Berrechid en 1941, alors protectorat français. Il y passe les douze premières années de sa vie, entre Rabat, Marrakech et Tanger, au gré des affectations de son père qui est haut fonctionnaire du Protectorat français du Maroc.
À seize ans, il obtient son brevet de pilote d’avion et pratique le parachutisme. L’année suivante, il part à Paris étudier au lycée Henri-IV. Il a pour camarades de classe Éric Rohmer et Barbet Schroeder avec lesquels il passe de longues heures à la Cinémathèque française au palais de Chaillot. En 1959, il rentre à l'École des arts et métiers de Vevey en Suisse où il s’ennuie car le programme est surtout axé sur la photo publicitaire ou industrielle.
Fasciné par le cinéma néo-réaliste italien, il débute en 1962 un essai photographique sur les Italiens, en séjournant pendant plusieurs semaines et à de nombreuses reprises en Italie, où il rencontre Alberto Moravia, Elsa Morante et Carlo Levi. Il présente ses photos à l'éditeur Robert Delpire. Le projet de livre ne se réalise pas immédiatement mais il rencontre à cette occasion Henri Cartier Bresson et Marc Riboud.
Il commence alors à voyager à travers le monde, notamment à Naples, en Camargue (avec Yvan Audouard en 1965), au Portugal, au Kenya, au Koweït et en Écosse pour le compte des Éditions Rencontre de Lausanne. Il y publie un livre d'illustration de chacune de ces destinations.
Bruno Barbey a 25 ans quand il rejoint l'agence Magnum en 1966 et en devient pleinement membre en 1968. Il exerce les postes de vice-président pour l'Europe de 1978 à 1979 et de président de Magnum International de 1992 à 1995.
Au sein de l'agence Magnum, il amorce alors, parallèlement à son travail d'auteur, une carrière de photo-journaliste qui va le conduire à multiplier de courts séjours liés à l'actualité à travers le monde en vue de publications dans des magazines (tels que Life, Paris Match, Stern ou le National Geographic). Il se rend au Biafra au début de la guerre de sécession avec le Nigeria, il suit le général de Gaulle en Pologne, réalise le portrait de Nasser et photographie le cinquantième anniversaire de la révolution soviétique à Moscou. De temps à autre, il séjourne plus longtemps dans un pays ou une région particulière pour en publier un livre.
Il photographie, en couleur, abondamment les révoltes ouvrières et étudiantes de Mai 68 à Paris. Il s'associe à un groupe composé entre autres de Marker et Godard pour réaliser des films au banc-titre sur les grèves. Il photographie également les émeutes étudiantes à Tokyo. En 1970, il réalise avec Jean Genet un reportage sur les Palestiniens, publié dans le magazine Zoom. En 1971 et 1972, il couvre la guerre du Vietnam, notamment la bataille d'An Lộc. Ses photographies sont publiées dans le magazine Life.
Il amorce en 1972 un travail au long cours sur le Maroc, pays de son enfance, avec le désir de sauver une mémoire qui se perd. Plusieurs livres, avec des textes de Jemia et J. M. G. Le Clézio et de Tahar Ben Jelloun, seront publiés dans les années 1990 et 2000.
Bruno Barbey séjourne en Chine en 1973 pendant la Révolution culturelle puis à Phnom Penh assiégée par les Khmers rouges. Il photographie la guerre du Kippour en Syrie et en Israël. En 1974, il se rend clandestinement chez les Kurdes en Irak en passant par l'Iran. Il y rencontre le général Moustapha Barzani. En 1975, il photographie la Marche verte effectuée du Maroc au Sahara occidental. En 1976, il séjourne de nouveau en Iran pour y préparer un livre avec René Maheu, à l'époque directeur général de l'UNESCO.
En 1980, il passe trois mois à Bombay et en tire un livre publié aux éditions Time and Life. En 1981 et 1982, il fait de longs séjours en Pologne qui est, sous l'impulsion du syndicat Solidarność, à un tournant de son histoire. Il suivra la très populaire tournée du Pape. Il en tirera un livre (préfacé par le journaliste Bernard Guetta). En 1984, il publie un livre sur le Gabon. En 1991, il couvre la guerre du Golfe puis suit les réfugiés kurdes en Irak et en Turquie.
Durant ces années, il multiplie les séjours au Maroc. À Paris, l'Institut du monde arabe accueille une exposition sur la ville de Fès en 1996, puis le Petit Palais en réceptionne une sur le Maroc en 1999.
Depuis 2005, il se consacre à un long travail sur la Turquie, principalement à Istanbul. Il a fait aussi plusieurs séjours en Corée du Sud (2007-2008), au Brésil (2008-2009) et en Chine (2008-2013).
En 2016, Bruno Barbey est élu membre de l’Académie des beaux-arts de l'Institut de France, en même temps que Sebastião Salgado et Jean Gaumy, à la suite de la création de deux nouveaux fauteuils dans la section de photographie (section VIII). Il est officiellement installé le 4 avril 2018 par Alain-Charles Perrot. C’est Jean-Noël Jeanneney qui lui remet son épée d'académicien.
Père de deux enfants, Aurélie et Igor, il est marié à la cinéaste et documentariste Caroline Thiénot-Barbey.
Bruno Barbey meurt d’une crise cardiaque le 9 novembre 2020, à l’âge de 79 ans à Orbais-l'Abbaye.

## Distinctions
- Chevalier de l'ordre national du Mérite

## Publications
- Camargue , éditions Rencontre, Suisse, 1964.
- Naples, éditions Rencontre, Suisse, 1964.
- Kenya, éditions Rencontre, Suisse, 1966.
- Portugal, éditions Rencontre, Suisse, 1966.
- Koweït, éditions Rencontre, Suisse, 1967.
- Écosse, éditions Rencontre, Suisse, 1968.
- Ceylan, éditions André Barret, France, 1974.
- Iran , éditions Jeune Afrique, France, 1976.
- Nigeria, éditions Jeune Afrique, France, 1978.
- Bombay, éditions Time & Life Books, Pays-Bas, 1979.
- Pologne , texte de Bernard Guetta, Arthaud, France, 1982.
- Le Gabon , éditions du Chêne, France, 1984.
- Portugal, éditions Hoffmann & Campe, Allemagne, 1988.
- Fès, immobile, immortelle, textes de Tahar Ben Jelloun , éditions de l'Imprimerie nationale, France, 1996.
- Gens des nuages, textes de Jemia et Le Clézio , éditions Stock, France, 1997.
- Mai 68 , éditions de la Différence, France, 1998.
- Bruno Barbey et Morgan Sportès (Introduction), Essaouira, éditions du Chêne, 2001, 176 p. (ISBN 978-2-8427-7297-0).
- Tahar Ben Jelloun, Les Italiens, La Martinière, 2002, 119 p. (ISBN 978-2-7324-2725-6).
- Maroc , textes de Jemia et JMG Le Clézio, éditions de la Martinière, France, 2003.
- Italyanlar / Italians, éditions Yapi Kredi, Turquie, 2008.
- 1968, Bruno Barbey, Istanbul, éditions Fotografevi, Turquie, 2008.
- Bruno Barbey's Istanbul, éditions Yapi Kredi, Turquie, 2009.
- Shanghai, boxed set, Paris, 2010.
- Oman 1971, The Empty Quarter Gallery, Oman, 2011.
- Bruno Barbey, Fotocep , éditions Fotografevi, Istanbul, 2012.
- China in Kodachrome 1973-1980, avec Jean Loh, Beaugeste photo Gallery (Shanghai), Chine, 2012[13].
- Bruno Barbey et Jean Loth, Chine, Pacifique, 2014, 184 p. (ISBN 978-2-8786-8183-3).
- Bruno Barbey n°84, coll. « collection dirigée par Robert Delpire - Photo Poche », 2015, 144 p., Nelle. éd. Actes Sud (ISBN 978-2-3300-5394-9).
- Passages, textes de Carole Naggar, éditions de La Martinière, Paris, 2015
- Au cœur de Mai 68, avec Philippe Tesson, éditions du Pacifique, 2018
- Color of China, avec Caroline Thiénot-Barbey et Jean Loh, Beijing United Publishing Co., Ltd & Post Wave Publishing. Beijing, avril 2019.
- Les Italiens, Paris, Delpire, 2022 (ISBN 979-1-0958-2152-6).

## Principales expositions
Années 1960
- 1967 :  Photos d’Italie, Bibliothèque nationale, Paris, France

Années 1980
- 1982 : Portraits d’Asie, Galerie Olympus, Paris, Tokyo, Hambourg.
- 1983 : Pologne, Museo d’Arte Moderna, Rome, Italie ; Nikon Gallery, Zurich, Suisse.

Années 1990
- 1996 : Fès, Institut du monde arabe, Paris, France.
- 1999 : Bruno Barbey : Maroc, Petit Palais, Paris, France.
- 1999 : Les Italiens, Maison européenne de la photographie, Paris, France.

Années 2000
- 2002 : Maroc, Le Botanique, Bruxelles, Belgique.
- 2004 : Fez, Cité Impériale, du 18 mai 2004 au 19 juin 2004, Pavillon populaire, Montpellier
- 2006 : Marruecos, Canal de Isabel 2, Madrid, Espagne.
- 2007 : Bulgarie, 'Eurovisions', Le Botanique, Bruxelles, Belgique.
- 2008 : Mai 68, Base sous-marine, Bordeaux, France.
- 2008 : Paris-Tokyo 68, Willy-Brandt-Haus, Berlin, Allemagne.
- 2009 : A Procura de um Olhar, Pinacoteca do Estado de Sao Paulo, Brésil.
- 2009 : Italyanlar [Les Italiens], Yapikredi Kultur Sanat Yayincilik, Istanbul, Turquie.

Années 2010
- 2010 : Istanbul, Yapikredi Kultur Sanat Yayincilik, Istanbul, Turquie.
- 2011 : Oman 1971 by Bruno Barbey, Bait Al Baranda, Mascate, Oman.
- 2011 : Istanbul, Festival Photomed, Sanary-sur-Mer, France.
- 2013 : China in Kodachrome 1973-1980, Yunnan Provincial Museum, Kunming, Chine.
- 2015 : Passages, Maison européenne de la photographie, Paris.

## Expositions posthumes
- 2023 :  Les Italiens, Académie des beaux-arts, Pavillon Comtesse de Caen, Paris, France  (Commissaires : Caroline Thiénot-Barbey et Jean-Luc Monterosso).
- 2023-2024 : Palette méditerranéenne du Portugal au Maroc. La Chapelle, Clairefontaine-en-Yvelines, France.
- 2023-2024 : Always On the Move [Rétrospective]. Musée National, Varsovie, Pologne  (Commissaires : Caroline Thiénot-Barbey et Weronika Kobylińska).

## Films sur Bruno Barbey
- 1979 : 3 Jours, 3 Photographes, réalisé par Moscovitz (à propos de Bruno Barbey, Jean-Loup Sieff et Robert Doisneau).
- 1988 : Assignment in Morocco , BBC, réalisé par Clem Vallance pour le centenaire du National Geographic.
- 1996 : Maroc sans Frontière, réalisé par Mostafa Bouazzaoui pour la télévision marocaine.
- 2002 : Les Italiens , réalisé par Caroline Thiénot-Barbey (10 min).
- 2003 : Panoramiques Maroc , réalisé par Caroline Thiénot-Barbey (12 min).
- 2005 : Grand Angle, 2M, Maroc.
- 2008 : Mai 68 vu par Bruno Barbey , réalisé par Caroline Thiénot-Barbey[14].

### Sources
- Biographie et introduction in Bruno Barbey, coll. « Photo Poche » no 84. Éditions Nathan, 1999.
- Entretien in 1968, Bruno Barbey, Istanbul (Turquie), Éditions Fotografevi, 2008.